# BSE Sensex

Gráfico de evolución mensual del Índice BSE SENSEX por S&P.

Sensex es el acrónimo para el índice de la Bolsa de Valores de Bombay (Bombay Stock Exchange Sensitive Index) (BSE (India)), India. 
El índice se basa en la capitalización bursátil de flotación libre de 30 grandes empresas activamente negociadas, y representativas de varios sectores, que poseen acciones que cotizan en la Bolsa de Valores de Bombay.
Al Sensex se lo considera el índice más representativo, popular y exacto de la situación real del mercado indio, siendo el índice de bolsa más antiguo  actualmente en uso.
El valor inicial del Sensex fue 100 el 1 de abril de 1979. 
Las autoridades de la Bolsa de valores de Bombay (BSE) repasan y modifican su composición para cerciorarse de que el índice refleja las condiciones del mercado bursátil.

## Mayores caídas del índice
Algunas de las mayores caídas del índice SENSEX en un mismo día han sido: :
1. 21 de enero de 2008 --- 1,408.35 puntos
2. 24 de octubre de 2008---1070.63 puntos
3. 17 de marzo de 2008 --- 951.03 puntos
4. 6 de julio de 2009 --- 870 puntos
5. 22 de enero de 2008 --- 857 puntos
6. 11 de febrero de 2008 --- 833.98 puntos
7. 18 de mayo de 2006 --- 826 puntos
8. 10 de octubre de 2008 --- 800.10 puntos
9. 13 de marzo de 2008 --- 770.63 puntos
10. 17 de diciembre de 2007 --- 769.48 puntos
11. 7 de enero de 2009 --- 749.05 puntos
12. 31 de marzo de 2007 --- 726.85 puntos
13. 6 de octubre de 2008 --- 724.62 puntos
14. 17 de octubre de 2007 --- 717.43 puntos
15. 15 de septiembre de 2008 --- 710.00 puntos
16. 18 de enero de 2007 --- 687.82 puntos
17. 21 de noviembre de 2007 --- 678.18 puntos
18. 16 de agosto de 2007 --- 642.70 puntos
19. 17 de agosto de 2009 --- 626.71 puntos
20. 27 de junio de 2008 --- 600.00 puntos

## Composición del índice
A 26 de febrero de 2010 la composición del índice era la siguiente:
| Código | Nombre                        | Sector                        | Peso en el índice (%) |
| ------ | ----------------------------- | ----------------------------- | --------------------- |
| 500410 | ACC                           | Vivienda                      | 0.77                  |
| 500103 | BHEL                          | Bienes de capital             | 3.26                  |
| 532454 | Bharti Airtel                 | Telecomunicaciones            | 3                     |
| 532868 | DLF Universal Limited         | Vivienda                      | 1.02                  |
| 500300 | Grasim Industries             | Diversificado                 | 1.5                   |
| 500010 | HDFC                          | Finanzas                      | 5.21                  |
| 500180 | HDFC Bank                     | Finanzas                      | 5.03                  |
| 500182 | Hero Honda Motors Ltd.        | Equipos de transporte         | 1.43                  |
| 500440 | Hindalco Industries Ltd.      | Productos metálicos y minería | 1.75                  |
| 500696 | Hindustan Lever Limited       | Bienes de consumo perecederos | 2.08                  |
| 532174 | ICICI Bank                    | Finanzas                      | 7.86                  |
| 500209 | Infosys                       | Tecnologías de la información | 10.26                 |
| 500875 | ITC Limited                   | Bienes de consumo perecederos | 4.99                  |
| 532532 | Jaiprakash Associates         | Vivienda                      | 1.25                  |
| 500510 | Larsen & Toubro               | Bienes de capital             | 6.85                  |
| 500520 | Mahindra & Mahindra Limited   | Equipos de transporte         | 1.71                  |
| 532500 | Maruti Suzuki                 | Equipos de transporte         | 1.71                  |
| 532541 | NIIT Technologies             | Tecnologías de la información | 2.03                  |
| 532555 | NTPC                          | Energía                       | 2.03                  |
| 500304 | NIIT                          | Tecnologías de la información | 2.03                  |
| 500312 | ONGC                          | Petróleo y gas                | 3.87                  |
| 532712 | Reliance Communications       | Telecomunicaciones            | 0.92                  |
| 500325 | Reliance Industries           | Petróleo y gas                | 12.94                 |
| 500390 | Reliance Infrastructure       | Energía                       | 1.19                  |
| 500112 | State Bank of India           | Finanzas                      | 4.57                  |
| 500900 | Sterlite Industries           | Productos metálicos y minería | 2.39                  |
| 524715 | Sun Pharmaceutical Industries | Salud                         | 1.03                  |
| 532540 | Tata Consultancy Services     | Tecnologías de la información | 3.61                  |
| 500570 | Tata Motors                   | Equipos de transporte         | 1.66                  |
| 500400 | Tata Power                    | Energía                       | 1.63                  |
| 500470 | Tata Steel                    | Productos metálicos y minería | 2.88                  |
| 507685 | Wipro                         | Tecnologías de la información | 1.61                  |

- DLF reemplaza a Dr. Reddy's Lab el 19 de noviembre de 2007.
- Jaiprakash Associates Ltd reemplaza a Bajaj Auto Ltd el 14 de marzo de 2008.
- Sterlite Industries reemplaza a Ambuja Cements el 28 de julio de 2008.
- Tata Power Company reemplaza a Cipla Ltd. el 28 de julio de 2008.
- Sun Pharmaceutical Industries reemplaza a Satyam Computer Services el 8 de enero de 2009
- Hero Honda Motors Ltd. reemplaza a Ranbaxy el 29 de junio de 2009
- Cipla reemplaza a Sun Pharma el 3 de mayo de 2010
- Grasim reemplaza a JSPL en 2010

## Enlaces relacionados
- Bombay, India
- BSE Sensex profile at Wikinvest
- NSE-50, 50 mayores empresas del índice en NSE

- Datos: Q796994